# Marcus Furius Camillus
Marcus Furius Camillus (* um 446 v. Chr.; † 365 v. Chr.) war ein Politiker und Feldherr der römischen Republik, der auch „zweiter Gründer Roms“ genannt wird. Allerdings sind zahlreiche Einzelheiten seines Lebens von der späteren Überlieferung ausgeschmückt worden. Camillus war 403 v. Chr. Zensor und in den Jahren 401, 398, 394, 386, 384 und 381 v. Chr. Konsulartribun. Er soll außerdem zwischen 396 und 367 v. Chr. insgesamt fünfmal Diktator gewesen sein. Er starb der Überlieferung zufolge 365 v. Chr. als einer der angesehensten Bürger der Republik an einer Seuche.

## Leben

### Erste Konsulartribunate
Insgesamt war Camillus sechs Mal Konsulartribun (tribunus militum consulari potestate, also Mitglied eines Oberbeamtenkollegiums, das etwa von der Mitte des 5. Jahrhunderts bis zur Mitte des 4. Jahrhunderts v. Chr. mehrfach an die Stelle der Konsuln trat), was durch mehrere antike Quellen belegt ist.
In seinem ersten Konsulartribunat (401 v. Chr.) kämpfte er erfolgreich gegen die Stadt Falerii und in seinem zweiten Konsulartribunat (398 v. Chr.) gegen die Etrusker.

### Erste Diktatur und Veji

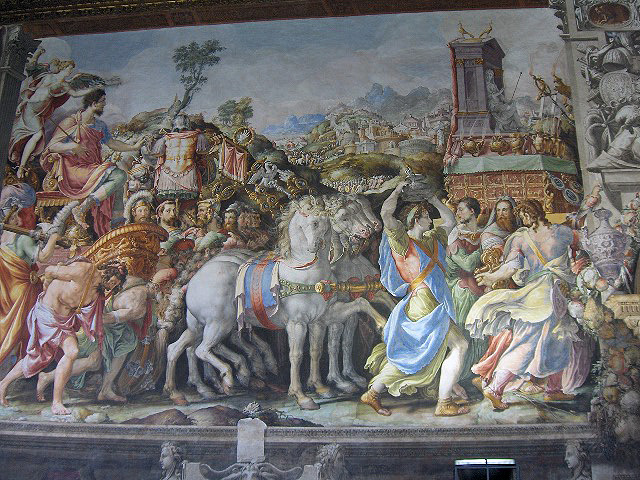
Camillus’ Triumphzug nach dem Sieg gegen Veji auf einem neuzeitlichen Fresko von Francesco Salviati im Sala dell’Udienza, Palazzo Vecchio, Florenz

Im Rahmen des Kriegs gegen die etruskische Stadt Veji wurde Camillus 396 v. Chr. das befristete Amt des Diktators übertragen. Als solcher eroberte er die Stadt, was ihm einen Triumphzug in Rom einbrachte. Bei diesem Zug war er wohl der erste, der den vollen Ornat des Jupiter Capitolinus tragen durfte.
Um Unruhen in der Stadt und eine Teilung und Übersiedlung nach Veji zu verhindern, zog Camillus in seinem dritten Konsulartribunat (394 v. Chr.) erneut gegen die Falisker in den Krieg. Ein Lehrer der Falisker habe während dieses Krieges die Knaben der Stadt den Römern als Geisel übergeben wollen, Camillus habe dies als gottloses Verhalten allerdings nicht akzeptiert, worauf die Falisker sich ergeben und einen Freundschaftsvertrag mit den Römern geschlossen hätten.

### Einfall der Gallier und zweite Diktatur
Historisch eher zweifelhaft ist aber seine angebliche Verurteilung zu Geldstrafe und Verbannung nach Ardea im Jahr 391 v. Chr. wegen Unterschlagung und ungerechter Verteilung der Beute aus Veji, die vermutlich die Abwesenheit von Camillus während des Einfalls der Gallier in Rom erklären soll.
Beim Einfall der Gallier (traditionell 390 v. Chr., nach anderen Quellen 387 v. Chr.) wurde Camillus erneut zum Diktator berufen. Der gallische Heerführer Brennus hatte die Römer an der Allia besiegt und anschließend Rom bis auf das Capitol, das von Marcus Manlius Capitolinus verteidigt wurde, eingenommen und geplündert. Camillus sammelte ein Heer, vertrieb mit diesem die Gallier aus der Stadt und nahm ihnen das gewonnene Lösegeld wieder ab. Die antiken Quellen sind stark von Legenden geprägt und sind in ihrer Darstellung stark von der Lebenszeit des Geschichtsschreibers abhängig.

### Weitere Ämter
Camillus wurde im folgenden Jahr (389 v. Chr.) zum dritten Mal zum Diktator ernannt, als die Aequer, Volsker und Latiner in das noch im Wiederaufbau befindliche römische Land einfielen und die Etrusker die verbündeten Saturier bedrängten. Mit seinem Reiterführer Gaius Servilius Ahala zerstört er das Lager der Volsker und Latiner mit Brandpfeilen und die Stadt der Aequer. Danach erobert er Saturien von den Etruskern zurück.
In seinem vierten Konsulartribunat (386 v. Chr.), das ausschließlich Titus Livius überlieferte, kämpfte Camillus erfolgreich gegen die Volsker, die zusammen mit den Hernikern und Latinern einen Aufstand machten. Im Zuge dieses Krieges eroberte er auch die Städte Sutrium und Nepete von den Etruskern zurück.
Während seines fünften Konsulartribunats (384 v. Chr.) machte Camillus dem Marcus Manlius Capitolinus, der das Volk aufhetzte und sich nach Plutarch zum Alleinherrscher aufschwingen wollte, außerhalb der Stadt den Prozess und verurteilte ihn zum Tode.
In seinem sechsten Konsulartribunat (381 v. Chr.) führte Camillus Krieg gegen die Pränestiner und Volsker und besiegte diese, nachdem sein Amtskollege Lucius Furius zunächst eine Niederlage erlitten hatte. Zusammen mit diesem besiegte er dann noch die Tusculaner, die später abfielen.

### Letzte Diktaturen und Ende des Ständestreits
Der fortwährende Ausschluss der Plebejer vom Konsulat ließ den Ständestreit eskalieren. Das Volk, aufgehetzt durch Gaius Licinius Stolo, erhob sich 368 v. Chr. gegen den Senat, um durchzusetzen, dass mindestens einer der beiden zur Wahl stehenden Konsuln Plebejer sein sollte. Der Senat betrieb deshalb die erneute Ernennung des Camillus zum Diktator, um inneren Aufruhrs beizukommen (seditionis sedandae causa). Camillus trat aber entweder wegen eines Formfehlers oder aus Krankheit sogleich von diesem Posten zurück und stellte sich nicht gegen die Plebs.
Im folgenden Jahr (367 v. Chr.) folgte die fünfte und letzte Diktatur des Camillus, als die Gallier erneut nach Italien zogen. Wegen seiner Erfahrung gewann er den Krieg schnell und mit einer überlegenen Taktik. Der Streit um die Konsulwahlen wurde durch diesen Krieg vertagt und Camillus legte ihn später durch einen Kompromiss bei, indem er den Plebejern einen Konsul aus der Plebs zugestand und die Plebejer dafür den Patriziern einen Prätor.

### Interregna
Camillus soll insgesamt zwei Mal interrex gewesen sein. Das erste Mal sei vor seiner Verbannung nach Ardea gewesen, als die Konsuln erkrankt gewesen seien und man beschlossen habe, die Auspizien zu erneuern. Das zweite interregnum habe Camillus nach der Zerstörung Roms durch die Gallier innegehabt. Allerdings berichtet lediglich Livius über die interregna und in der neueren Forschung wird ihnen keine Bedeutung zugemessen.

## Bewertung
Wegen seiner vielen Erfolge, die ihm zugeschrieben werden, feiern die Historiker Titus Livius und Plutarch Camillus als zweiten Gründer Roms. Die vielen Kriege gegen die Falisker lassen allerdings sogar Livius daran zweifeln, dass Camillus tatsächlich so oft deren Heer aufgerieben habe. Die Heere hätten sich nicht in dieser Schnelle erholen können. Camillus habe das römische Heer so organisiert, dass damit die Vormachtstellung Roms in Mittelitalien erreicht werden konnte.
Die Rettung der Ehre Roms im Krieg gegen die Gallier dürfte eine spätere Konstruktion sein, da man hier wohl dem größten Mann seiner Zeit den Sieg zuschrieb, weil man sonst keinen passenderen Namen hatte, mit dem man dies hätte verbinden können. Camillus’ Protest gegen den Umzug der Römer nach Veji, nachdem die Stadt im Krieg gegen die Gallier verwüstet wurde, ist historisch ebenfalls sehr fragwürdig.
Obwohl er Patrizier war, habe Camillus die Notwendigkeit von Konzessionen an die Plebejer gesehen und entscheidend zu den leges Liciniae Sextiae beigetragen.
Bei der Analyse der Figur des Marcus Furius Camillus darf man nicht vergessen, dass die Römer weniger politische Geschichte schrieben, sondern eher Personengeschichte, und daher stets versuchten, politische und militärische Erfolge mit einer Person zu verbinden, die in diesem Fall die in der ersten Hälfte des 4. Jahrhunderts v. Chr. populäre Persönlichkeit Camillus war. Daher ist anzunehmen, dass viele Erfolge, die Camillus zugeschrieben werden, von den antiken Historikern erfunden oder willkürlich zugeordnet wurden. Nach dem gegenwärtigen Forschungsstand wird nur der Sieg gegen Veji als historisch sicher angenommen, die restlichen Diktaturen sind eher zweifelhaft.